# Transversal (Cochabamba)
Transversal ist eine Ortschaft im Departamento Cochabamba im südamerikanischen Anden-Staat Bolivien.

## Lage im Nahraum
Transversal ist drittgrößte Gemeinde im Kanton Valle Ivirza im Municipio Puerto Villarroel in der Provinz Carrasco. Die Ortschaft liegt auf einer Höhe von 288 m am rechten, südöstlichen Ufer des Río Ivirgarzama, der flussabwärts bei Puerto Villarroel in den Río Ichilo mündet.

## Geographie
Transversal liegt im bolivianischen Tiefland vor der Voranden-Kette der Serranía de Iniricarsama. Das Klima ist ein tropisches Monsunklima mit einer ausgeprägten Regenzeit (Am-Klima nach der Köppen-Geiger-Klassifikation).
Die Region weist eine mittlere Jahrestemperatur von 26 °C auf (siehe Klimadiagramm Puerto Grether), die Monatsdurchschnittswerte liegen zwischen 23 °C im Juli und gut 28 °C von November bis Februar. Der durchschnittliche Jahresniederschlag beträgt 1700 mm, mit Monatswerten zwischen 200 und 300 mm von Dezember bis Februar und ausreichend Feuchtigkeit in allen Monaten.

## Verkehrsnetz
Transversal liegt in einer Entfernung von 231 Straßenkilometern östlich von Cochabamba, der Hauptstadt des Departamentos.
Durch Cochabamba verläuft die 1657 Kilometer lange Nationalstraße Ruta 4, die von Tambo Quemado an der chilenischen Grenze im Osten quer durch das Land bis Puerto Suárez an der brasilianischen Grenze führt. Von Cochabamba aus führt die Ruta 4 über Villa Tunari und Chimoré nach Ivirgarzama und dann weiter über Entre Ríos nach Warnes und Santa Cruz.
In Ivirgarzama zweigt eine Landstraße in südlicher Richtung ab, die nach sieben Kilometern Transversal erreicht und weiter nach Valle Ivirza und La Florida - Vueltadero führt.

## Bevölkerung
Die Einwohnerzahl der Ortschaft ist allein im vergangenen Jahrzehnt auf ein Mehrfaches angestiegen:
| Jahr | Einwohner         | Quelle       |
| ---- | ----------------- | ------------ |
| 1992 | keine Detaildaten | Volkszählung |
| 2001 | 92                | Volkszählung |
| 2013 | 661               | Volkszählung |
| 2024 |                   | Volkszählung |

Die Region weist einen deutlichen Anteil indigener Bevölkerung auf, im Municipio Puerto Villarroel sprechen 82,8 Prozent der Einwohner Quechua.